# Hikaru Nakamura (artista)
Hikaru Nakamura (中村 光, Nakamura Hikaru) (nascida em 21 de abril de 1984, em Shizuoka, Japão) é uma mangaká conhecida principalmente pelas suas obras Arakawa Under the Bridge e Saint Onii-san.  Um artigo publicado na revista Nikkei Entertainment, em agosto de 2011, listou-a em nono geral entre os 50 criadores de mangás por vendas desde 2010, com 5,54 milhões de cópias vendidas.

## Trabalhos
- Arakawa Under the Bridge (荒川アンダー ザ ブリッジ, Arakawa Andā za Burijji) (2004 - 2015)[4]
- Saint Young Men (聖☆おにいさん, Seinto Onīsan) (2007)[5]